# Маквілл (Кентуккі)
Маквілл (англ. Mackville) — місто (англ. city) в США, в окрузі Вашингтон штату Кентуккі. Населення — 207 осіб (2020).

## Географія
Маквілл розташований за координатами 37°44′3″ пн. ш. 85°4′11″ зх. д. / 37.73417° пн. ш. 85.06972° зх. д. (37.734077, -85.069651).  За даними Бюро перепису населення США в 2010 році місто мало площу 1,06 км², з яких 1,05 км² — суходіл та 0,01 км² — водойми.

## Демографія
Згідно з переписом 2010 року, у місті мешкали 222 особи в 85 домогосподарствах у складі 60 родин. Густота населення становила 210 осіб/км².  Було 101 помешкання (96/км²).
Расовий склад населення:
| - 95,9 % — білих |

До двох чи більше рас належало 4,1 %. Частка іспаномовних становила 0,0 % від усіх жителів.
За віковим діапазоном населення розподілялося таким чином: 32,9 % — особи молодші 18 років, 50,4 % — особи у віці 18—64 років, 16,7 % — особи у віці 65 років та старші. Медіана віку мешканця становила 34,1 року. На 100 осіб жіночої статі у місті припадало 80,5 чоловіків;  на 100 жінок у віці від 18 років та старших — 84,0 чоловіків також старших 18 років.
Середній дохід на одне домашнє господарство  становив 56 469 доларів США (медіана — 50 000), а середній дохід на одну сім'ю — 67 249 доларів (медіана — 60 536). Медіана доходів становила 40 417 доларів для чоловіків та 41 250 доларів для жінок. За межею бідності перебувало 1,6 % осіб, у тому числі 0,0 % дітей у віці до 18 років та 7,7 % осіб у віці 65 років та старших.
Цивільне працевлаштоване населення становило 124 особи. Основні галузі зайнятості: виробництво — 20,2 %, освіта, охорона здоров'я та соціальна допомога — 20,2 %, науковці, спеціалісти, менеджери — 12,9 %, транспорт — 8,9 %.